# Johann Christian Gotthard
Johann Christian Gotthard (* um 1760 in Westhausen bei Gotha; † 8. Juni 1813 in Erfurt) war ein deutscher Ökonom, Technologe und Schriftsteller.

## Leben
Gotthards Ausbildung ist weitgehend unbekannt. Er hatte sich jedenfalls den Grad eines Dr. phil. erworben und wurde ordentlicher Professor der Ökonomie, Kameral- und Polizeiwissenschaften an der Universität Erfurt. Daneben war er Assessor der Kommerz-Mercantil-Deputation. Am 2. Dezember 1795 wurde er in die Akademie gemeinnütziger Wissenschaften zu Erfurt aufgenommen. Er war später Mitglied der königlich preußischen Bergwerkskommission und Handelskammerassistent. Nach 1805 wurde er außerdem zum Oberschulrat und Schulinspektor der Erfurter Schulen ernannt.
Zum Teil wird angegeben, Gotthard sei auch Tierarzt gewesen. Gotthard gab diese Profession jedoch bei einschlägigen Veröffentlichungen nicht an.
Gotthard war neben der Erfurt Akademie Mitglied vieler wissenschaftlicher Gesellschaften, so der Naturforschenden Gesellschaft zu Halle, Westphälische Naturforschenden Gesellschaft zu Brockhausen, der Oberlausitzer Ökonomischen Bienengesellschaft, der königlichen ökonomischen Gesellschaft zu Potsdam, königlichen ökonomischen Gesellschaft zu Leipzig sowie der herzoglichen Sachsen-Gotha-Altenburgischen und Meiningischen Societät der Forst und Jagdkunde.

## Werke (Auswahl)
- Vollständiger Unterricht in der Bienenzucht: Ein Beitrag zur Beförderung landwirthschaftlicher Industrie, Vollmer, Erfurt 1795. Online über Google-Bücher. Einsichtnahme 7. Mai 2020.
- Das Ganze der Schweinezucht oder vollständiger Unterricht in der Wartung, Pflege und Behandlung der Schweine, ihrer Benutzung, Kenntniß ihrer Krankheiten und Heilung derselben, Altona 1798.
- Vollständiger Unterricht in der Wartung, Pflege und Behandlung der Schaafe, Veredlung ihrer Wolle, Kenntniß und Heilung ihrer Krankheiten, Keyser, Erfurt 1799.
- Das Ganze der Pferdezucht oder vollständiger Unterricht in der Wartung, Pflege und Behandlung der Pferde, Teil 1, Keyser, Erfurt, 1800 OCLC 180107619 Teil 2, Keyser, Erfurt, 1804 OCLC 833550438
- Handbuch der praktischen Technologie oder Manufactur- Fabrik- und Handwerkskunde für Staatswirthe, Manufakturisten, Fabrikanten und Handwerker, 2 Bände, Vollmer, Hamburg und Mainz 1804–1805.
- Deutschlands Manufactur-, Fabrik- und Handels-Pflanzen: oder, Vollständiger Unterricht in dem Anbau und der Gewinnung der deutschen Plantagen-Producte. Ein Hand- und Lehrbuch für die Freunde des Vaterlandes im Allgemeinen und der practichen Landwirthschaft insbesondere, Knick, Erfurt 1811.